# 1921 au Maroc
Chronologie du Maroc
- 1917
- 1918
- 1919
- 1920
- 1921
- 1922
- 1923
- 1924
- 1925

Cet article présente les faits marquants de l'année 1921 au Maroc ou relatifs au Maroc.

## Événements
- Début de la Guerre du Rif (fin en 1927).
- 15 juin :  bataille de Sidi Brahim.
- 22 juillet au 9 août : bataille d’Anoual, connue comme le désastre d’Anoual dans l’historiographie espagnole, est une grave défaite subie par l’armée espagnole lors de son offensive dans le Rif et, a contrario, une importante victoire pour les milices armées (harkas) rifaines commandées par AbdelKrim[1].